# ديفيد جي بيرنت
ديفيد جي بيرنت (بالإنجليزية: David G. Burnet)‏ (و. 1788 – 1870 م) هو سياسي من الولايات المتحدة الأمريكية . ولد في نيوآرك، نيوجيرسي . تولى منصب وزير خارجية تكساس (31 ديسمبر 1838–13 ديسمبر 1841)، ورئيس جمهورية تكساس (17 مارس 1836–22 أكتوبر 1836) .
توفي في غالفيستون، تكساس .
| المناصب السياسية     | المناصب السياسية               | المناصب السياسية     |
| -------------------- | ------------------------------ | -------------------- |
| سبقه ميرابو بي لامار | وزير خارجية تكساس 1838 - 1841  | تبعه Edward Burleson |
| سبقه                 | رئيس جمهورية تكساس 1836 - 1836 | تبعه سام هيوستن      |